# Sur de La Guajira

Subregiones de La Guajira

La región Sur de La Guajira o Baja Guajira, algunas veces llamada "Provincia de Padilla", es una subregión del departamento colombiano de La Guajira. Esta subregión posee dos ciudades que son complementarias, las cuales son San Juan del Cesar y Fonseca.
Esta subregión está conformada por los siguientes municipios: 
- Barrancas
- Distracción
- El Molino
- Fonseca
- Hatonuevo
- La Jagua del Pilar
- San Juan del Cesar
- Urumita
- Villanueva

## Economía
El municipio de Fonseca posee una sede del Servicio Nacional de Aprendizaje (SENA), así como una extensión de la Universidad de La Guajira. Además, de tener el mayor comercio de la subregión y posee las principales sedes gubernamentales.
El municipio de San Juan del Cesar posee el Hospital Regional, la mayor cantidad de bancos en la subregión, posee una terminal de transportes, Además, de tiene la mayor población.
- Datos: Q5575773